# Булат Тетяна Григорівна
Тетяна Григорівна Булат (нар. 19 березня 1975, Набережні Челни, Татарська АРСР, РРФСР, СРСР)  — українська письменниця, громадська діячка, співачка, авторка-виконавиця власних пісень, режисерка-постановниця, сценаристка, спілчанка, секретар Творчої спілки письменників Кременчуччини НСЖУ, журналістка, редакторка багатьох журналістських видань. Авторка поетичних збірок "Коріння роду", "Рядки, опалені війною", двотомника "Перлини української душі", де перший том - поезія, другий - новели та есеї, книга новел "Я - матусин ангел Михаїл", авторка родинного циклу "Тернисті стежини моєї родини", в якому 5 збірок.  
У своїй творчості авторка порушує теми війни, любові до України, побуту та культури рідного краю.  

## Біографія
Тетяна Григорівна Булат народилася у місті Набережні Челни Татарстан. Дитинство разом з бабусею та дідусем по матері провела в Сибіру, на будівництві БАМу (родичі працювали на будівництві).
У віці 10 років приїхала на батьківщину тата, в с. Кам’яні Потоки Кременчуцького району Полтавської області, де і продовжила навчання в Кам’яно-Потоківській середній школі 
В свій час закінчила СПТУ №5, після чого вийшла заміж, народила доньку Аню. Потім закінчила Олександрійське училище культури за спеціальністю - «Народна музична творчість», спеціалізацією «Народне пісенне мистецтво», як хормейстер, керівник народного колективу, організатор культурно-дозвіллєвої діяльності. Після училища вступила в Кіровоградський педагогічний університет, який закінчила, отримавши професію – «Викладач етики, естетики, художньої культури, музики, викладач вокалу (педагогічне училище)».
Свою працю на творчому поприщі почала з рідної Кам’яно - Потоківської школи I – III ступенів, учителем музики і співів. Паралельно працювала керівником народного фольклорно-етнографічного ансамблю «Славутяни».
10 років пропрацювала в дитячому оздоровчому таборі «Чайка» КредМаш, Кременчук.
З 2004 по 2009 була художнім керівником вокального колективу «Журавлина» Кременчуцького УПП УТОС (українське товариство сліпих), який під її керівництвом здобув звання «Народний».
15 років працювала художнім керівником Кременчуцького професійного ліцею імені Антона Семеновича Макаренка. Керувала ансамблем барабанщиць «Наддніпряночка», єдиним в Полтавській області, народним вокальним гуртом «Роси», хоровим колективом студентів та викладачів, ансамблем викладачів. Майже 20 років присвятила народному вокальному ансамблю "Обрій", в якому була виконавицею та хормейстеркою. 
З 2020 року і до теперішнього часу працює у Кременчуцькому льотному коледжі Харківського національного університету внутрішніх справ завідувачкою відділення дозвілля відділу соціально-гуманітарної, виховної та профорієнтаційної роботи. За декілька років створила вокальний колектив, який під час війни, в найтяжчий період lockdown 22.12.2022 року, здобув звання «Народний аматорський вокальний гурт «Крила»». Творчий колектив під її керівництвом вже двічі поспіль отримував першість у міському молодіжному конкурсі «Студент року – 2023, 2024». Активні учасники гурту «Крила» долучаються до літературної творчості, а це – написана ними книга «Війна увірвалася в наші серця», у межах проєкту Олени Зеленської «Українська книжкова поличка»;  авторські дописи у збірці «Крізь морок війни. Кременчук. Рік другий». 
У 2025 році Тетяна Булат відзначила 50-літній ювілей та 45-літній ювілей творчої діяльності. 
Тетяна Булат є мамою відомої української співачки, музикантки, мультиінструменталістки Анни Булат. Деякі з її пісень, створені у співпраці з відомим українським гуртом PROBASS ∆ HARDI: "Козаки йдуть" , яка набрала більше 15 млн переглядів, "Настане день". Авторські пісні: "Соловейко", "RIVER", "MY MOON" та інші, що розміщені на її каналі у Youtube.

## Творчість
Тетяна Булат отримала відзнаку Премії за найкращу авторську пісню «Я хочу жити в Україні», заснованої Національною всеукраїнською музичною спілкою за сприяння Українського клубу авторської пісні та співаної поезії за пісню «Буде мир».
Серед найвідоміших літературних видань — збірка Перлини української душі.
Як письменниця та поетка, Тетяна Булат є авторкою багатьох книг, зокрема збірок «Коріння Роду: поезія різних років», «Я — матусин ангел Михаїл…», «Рядки, обпалені війною: поезія воєнного лихоліття» та двотомного видання «Перлини української душі : Поезія. Том I.
Редакторка творчих літературних проєктів Творчої спілки журналістів Кременчуччини:
співавторка і редакторка збірок "Крізь морок війни. Кременчук", "Крізь морок війни. Кременчук. Рік другий", "Крізь морок війни. Кременчук. Рік третій", "Крізь морок війни. Кременчук. Рік четвертий"; проєкту "Герої Кременчуччини - Герої України"; проєкту "Криниця пам'яті - Герої Кременчуччини" Книги 1-4.
Редакторка та співавторка книги "Війна увірвалася в наші серця" : Літературні замальовки, поетичні рядки курсантів і студентів (Кременчуцький льотний коледж Харківського національного університету внутрішніх справ).  Її поетичні та прозові твори включені до Антології сучасної української літератури. 

Поетичні твори Тетяни Булат друкуються різними мовами, зокрема польською у Альманахах "Мости справедливості" Бидгощ-Кременчук-Черкаси. 

Книги Тетяни Булат двічі визначалися кращими в літературному конкурсі "Книга року - 2023, 2024", ставали дипломантами Всеукраїнського літературного конкурсу "Українська мова - мова єднання".
Тетяна Булат - героїня двох книг:

В. Філоненко. "Благословенна Богом і людьми".
В. Шевченко-Василенко. "Кожен художник спочатку був просто мрійником : Відома українська мисткиня декоративно-ужиткового мистецтва Тетяна Булат".

Тетяна Булат є секретарем Творчої спілки журналістів Кременчуччини НСЖУ та секретарем по роботі з молоддю спілки письменників Кременчуччини НСПУ.

## Нагороди
- Нагороджена Почесним знаком "За заслуги перед містом" (Кременчук)[20].
- орденом "За розбудову України",
- медаллю "За служінню мистецтву",
- медаллю "За відродження України",
- Почесною грамотою Міністерства культури і туризму,
- Почесною грамотою Полтавської обласної ради з відзнакою,
- Є дипломанткою конкурсу «Успішна жінка Полтавщини»[1].

Тетяна Булат має персональний конверт у межах проєкту асоціації філателістів Кременчука «Видатні особистості, видатні колективи».